# Palpomyia crassicrus
Palpomyia crassicrus är en tvåvingeart som beskrevs av Jean-Jacques Kieffer 1917. Palpomyia crassicrus ingår i släktet Palpomyia och familjen svidknott. Inga underarter finns listade i Catalogue of Life.